# Rosalinda González Valencia
Rosalinda González Valencia, dite La Jefa, née en 1963 dans le Michoacán, est une criminelle narcotrafiquante mexicaine. Elle est l'épouse de Nemesio « El Mencho » Oseguera Cervantes, leader et fondateur du cartel de Jalisco Nouvelle Génération.

## Biographie
Rosalinda González Valencia naît en 1962 ou 1963 à El Naranjo, dans la municipalité d'Aguililla (en), dans l'État de Michoacán. Elle a douze frères et sœurs, dont plusieurs sont impliqués dans le trafic de drogue et sont connus sous le nom de Los Cuinis. Son oncle, Armando « El Maradona » Valencia Cornelio est le fondateur du cartel de Milenio. Elle émigre avec ses frères aux États-Unis. Le 12 septembre 1984 à Santa Ana, elle donne naissance à un fils, Juan Carlos Valencia González (d),,,,.
Elle a une première fille avec Nemesio Oseguera Cervantes, Jessica Johanna Oseguera González, qui naît le 23 juillet 1986 à San Francisco. Puis, le couple a un fils, Rubén Oseguera González, qui naît le 14 février 1990 à San Francisco aux États-Unis. Nemesio Oseguera Cervantes et Rosalinda González Valencia se marient en 1996,,.
Le 26 mai 2018, Rosalinda González Valencia est arrêtée par la marine mexicaine dans une résidence de Zapopan, Jalisco. Elle est d'abord transportée à l'Estadio Omnilife et est ensuite emmenée par hélicoptère à Mexico. Elle est par la suite transférée à la prison pour femmes de Coatlán del Río, Morelos (CEFERESO No. 16). Le secrétaire mexicain de l'Intérieur, Alfonso Navarrete Prida, déclarera que « cette femme est susceptible d'être l'administratrice des ressources financières et juridiques du groupe criminel [le CJNG] ». Le 3 juin, Rosalinda González Valencia est mise en examen pour blanchiment d'argent. Elle serait liée à un réseau de plus de 70 individus et sociétés qui ont blanchi plus d'un milliard de pesos (42 800 000 €). Alors en détention provisoire, elle est remise en liberté, en attente de son procès, le 5 septembre sur ordre d'un juge, après avoir payé 1 581 031 pesos (environ 70 000 €),,.
Elle est informée, le 24 août 2021, de la saisie de deux propriétés situées à Tijuana qui font l'objet d'une enquête des autorités pour des délits impliquant des ressources illicites.
Le 15 novembre 2021, le Secrétariat à la Défense nationale, en collaboration avec le Ministère public général de la République et le Centre national de renseignement (en), capture Rosalinda González Valencia à Zapopan, Jalisco. Elle est encore une fois détenue à la prison pour femmes de Coatlán del Río, Morelos. L'enlèvement de deux membres de la Marine mexicaine à Zapopan, peu après la capture de Rosalinda, est attribué au CJNG, sous les ordres présumés de Laisha Michelle Oseguera González, sa fille, et le partenaire de sa fille, Christian Fernando Gutiérrez Ochoa, mais cette hypothèse est démentie par les autorités gouvernementales après que ces soldats ont été retrouvés vivants.

## Annexe

### Voir également
- Nemesio « El Mencho » Oseguera Cervantes
- Cartel de Jalisco Nouvelle Génération